# Duben 2016

## Duben

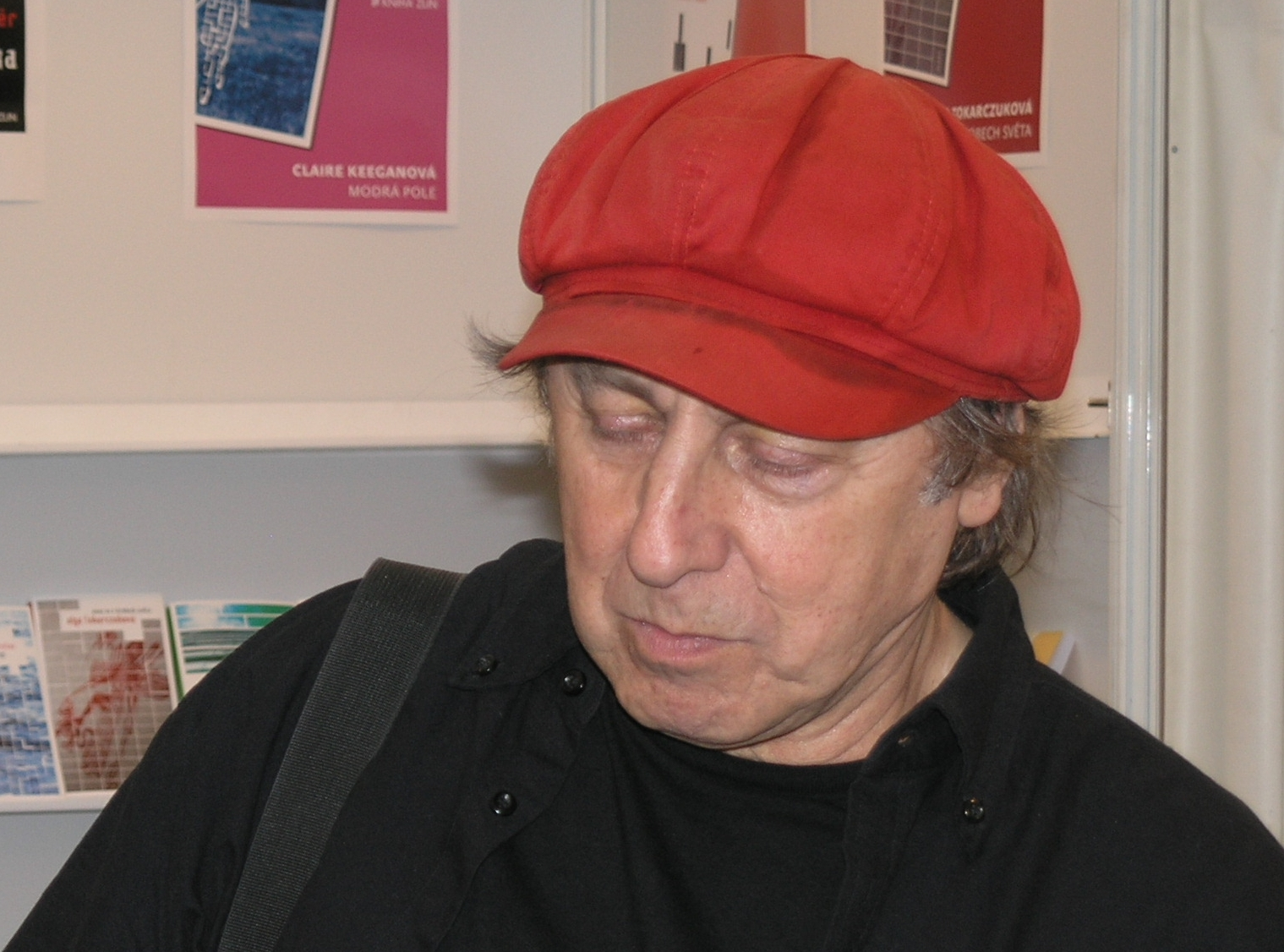
Boris Hybner

Panama papers státy

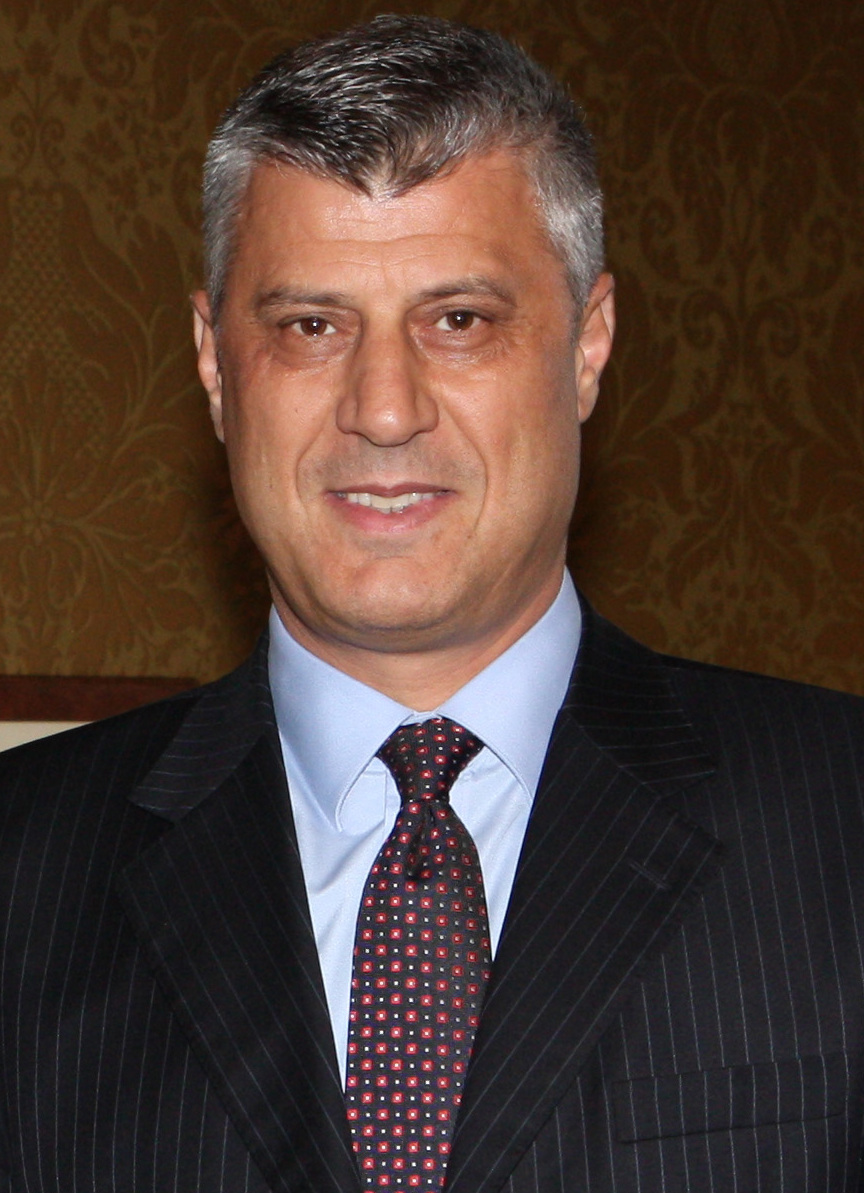
Hashim Thaçi

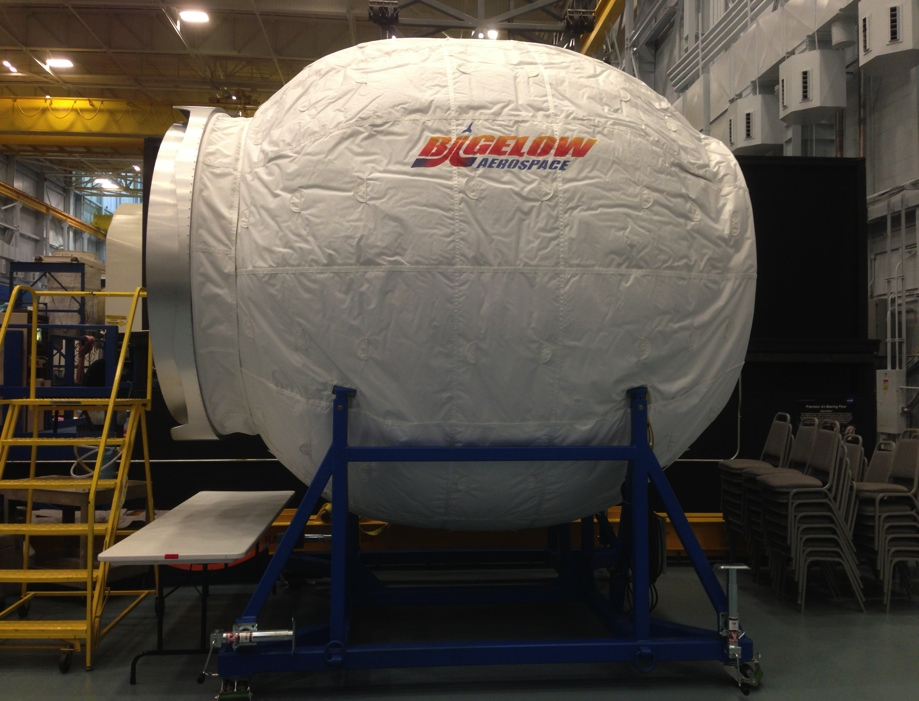
modul BEAM

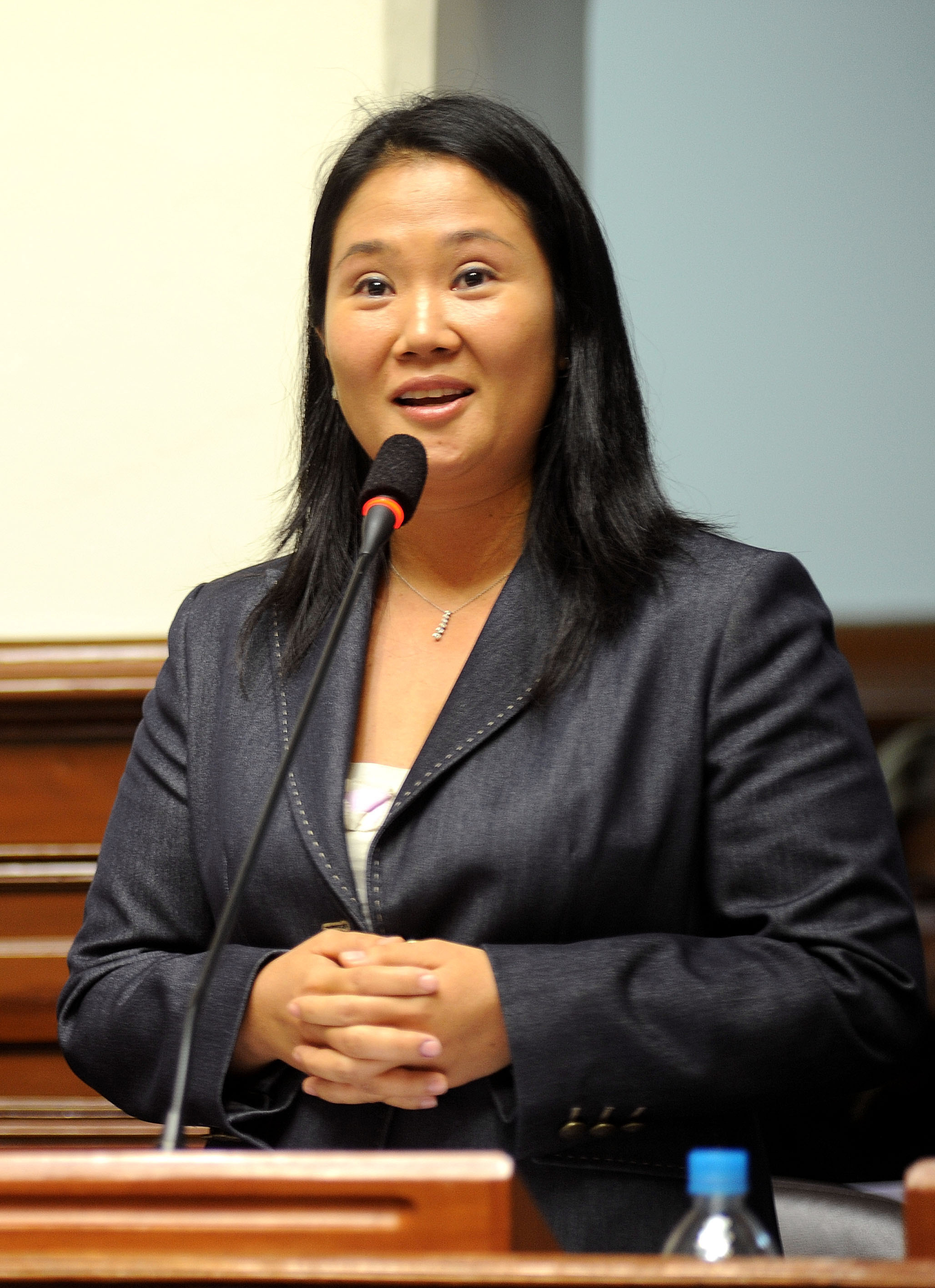
Keiko Fujimori

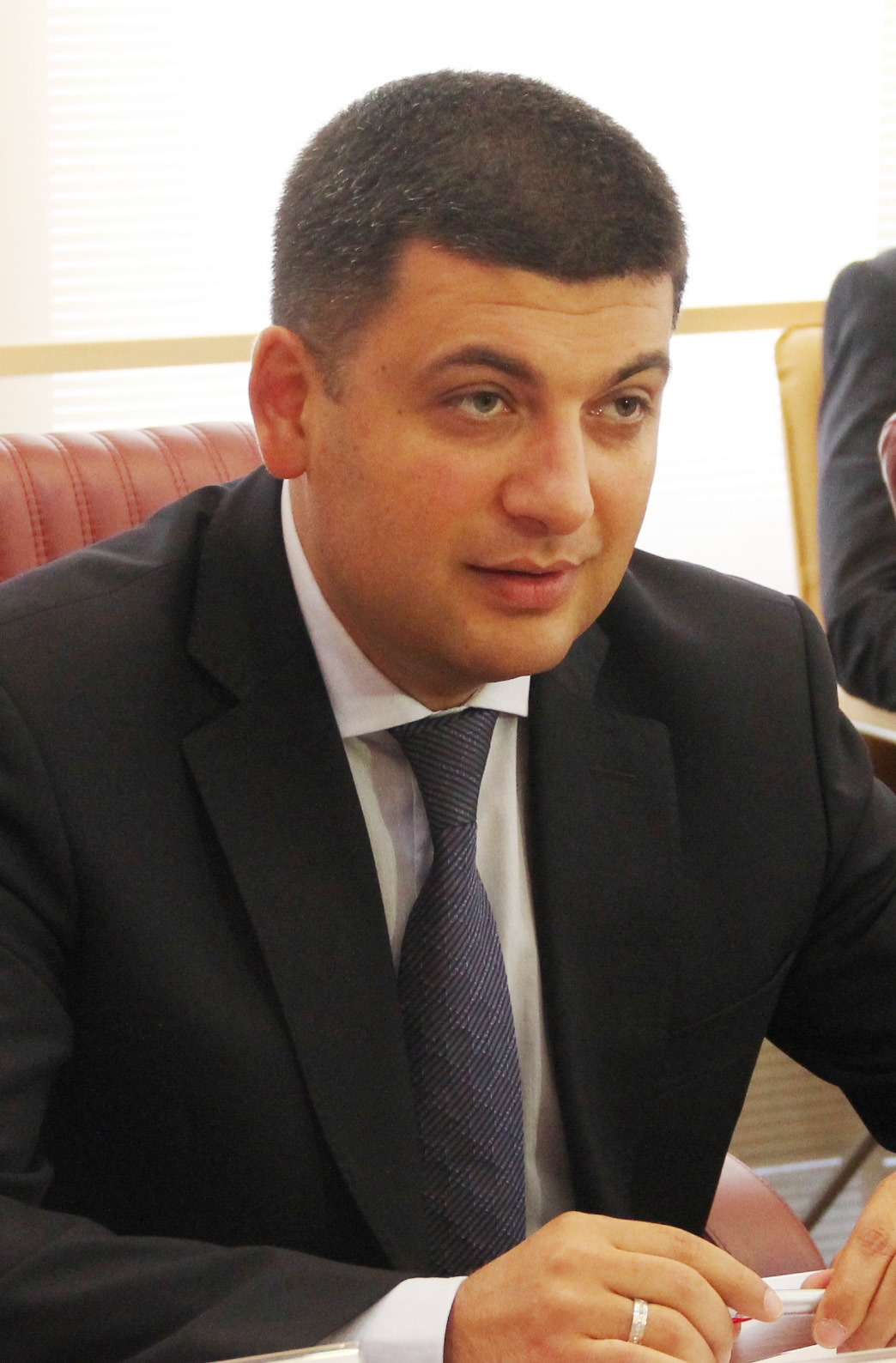
Volodymyr Hrojsman

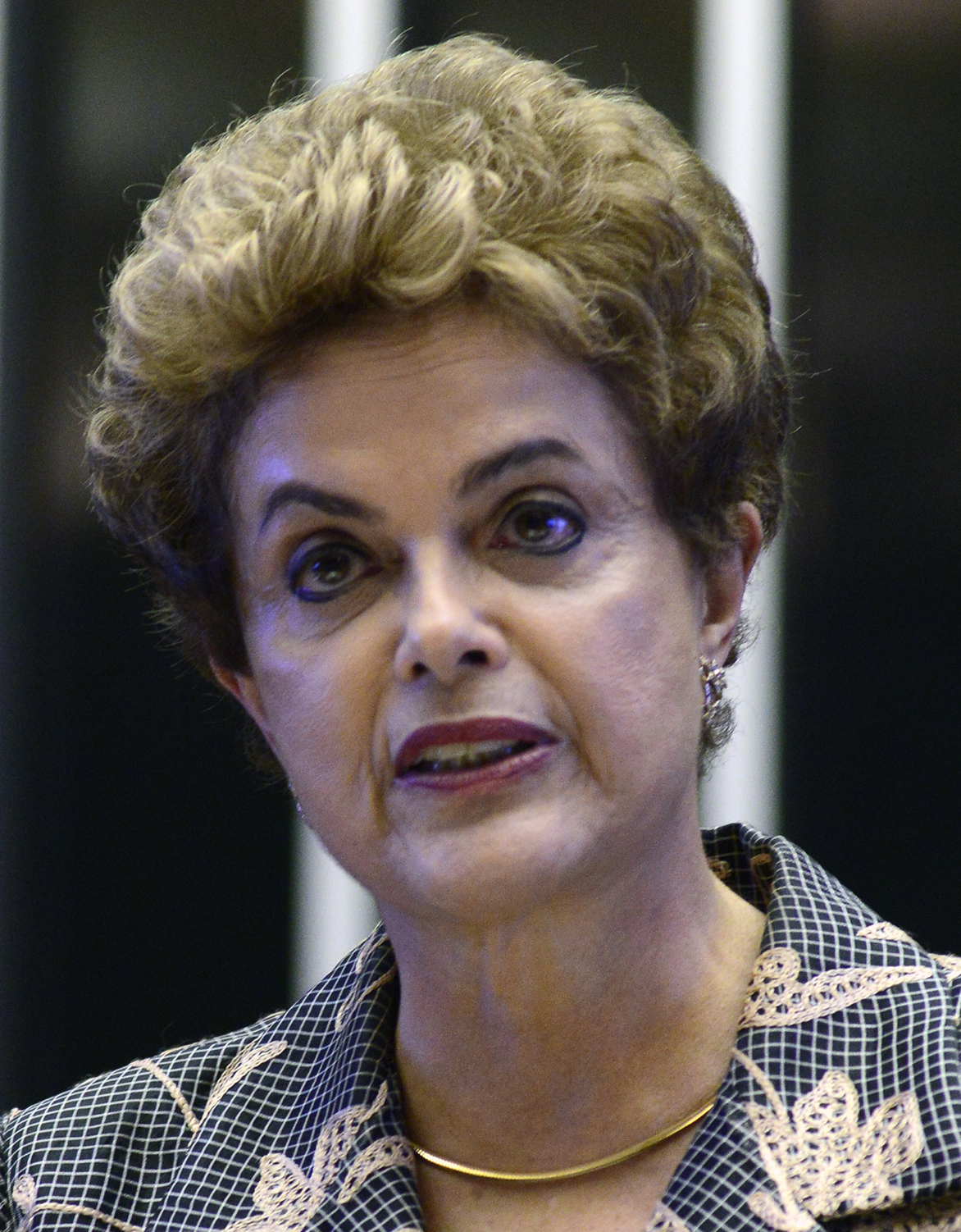
Dilma Rousseffová

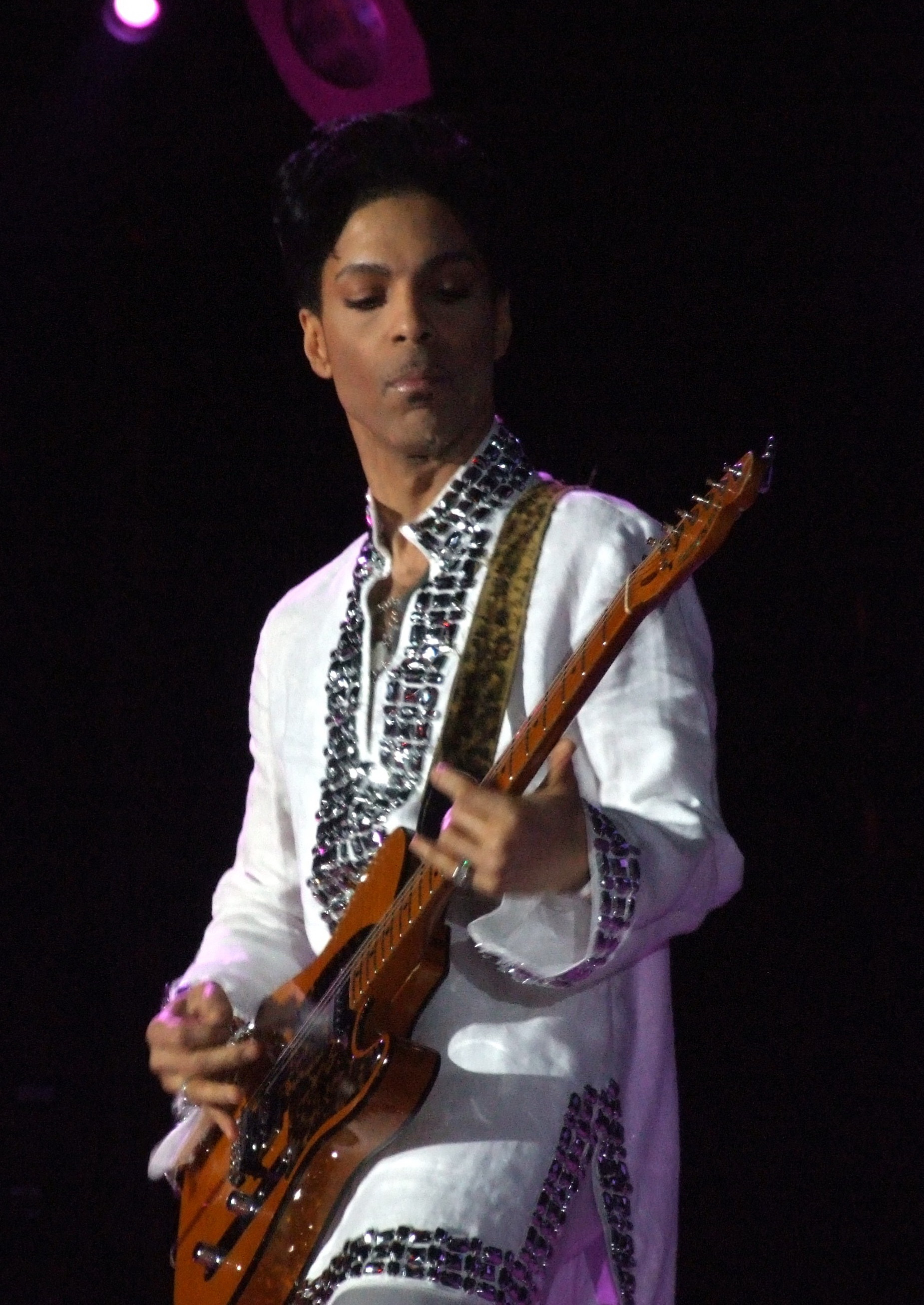
Prince

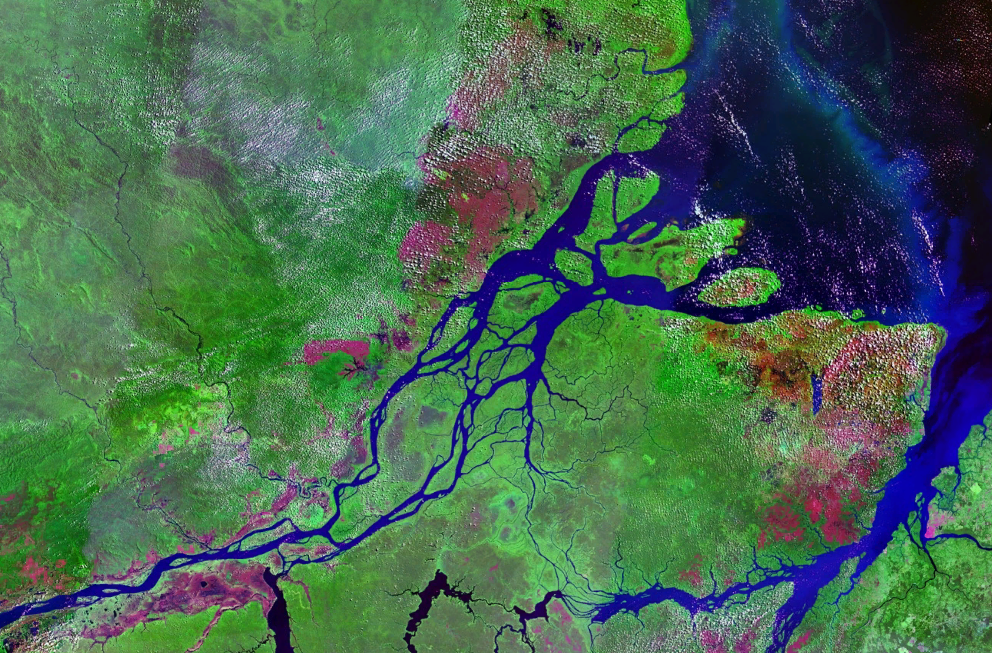
Delta Amazonky

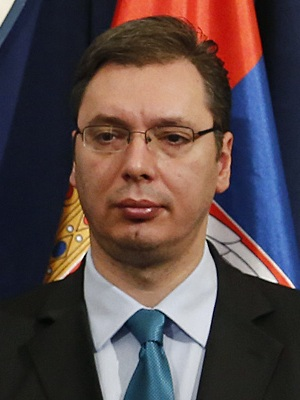
Aleksandar Vučić

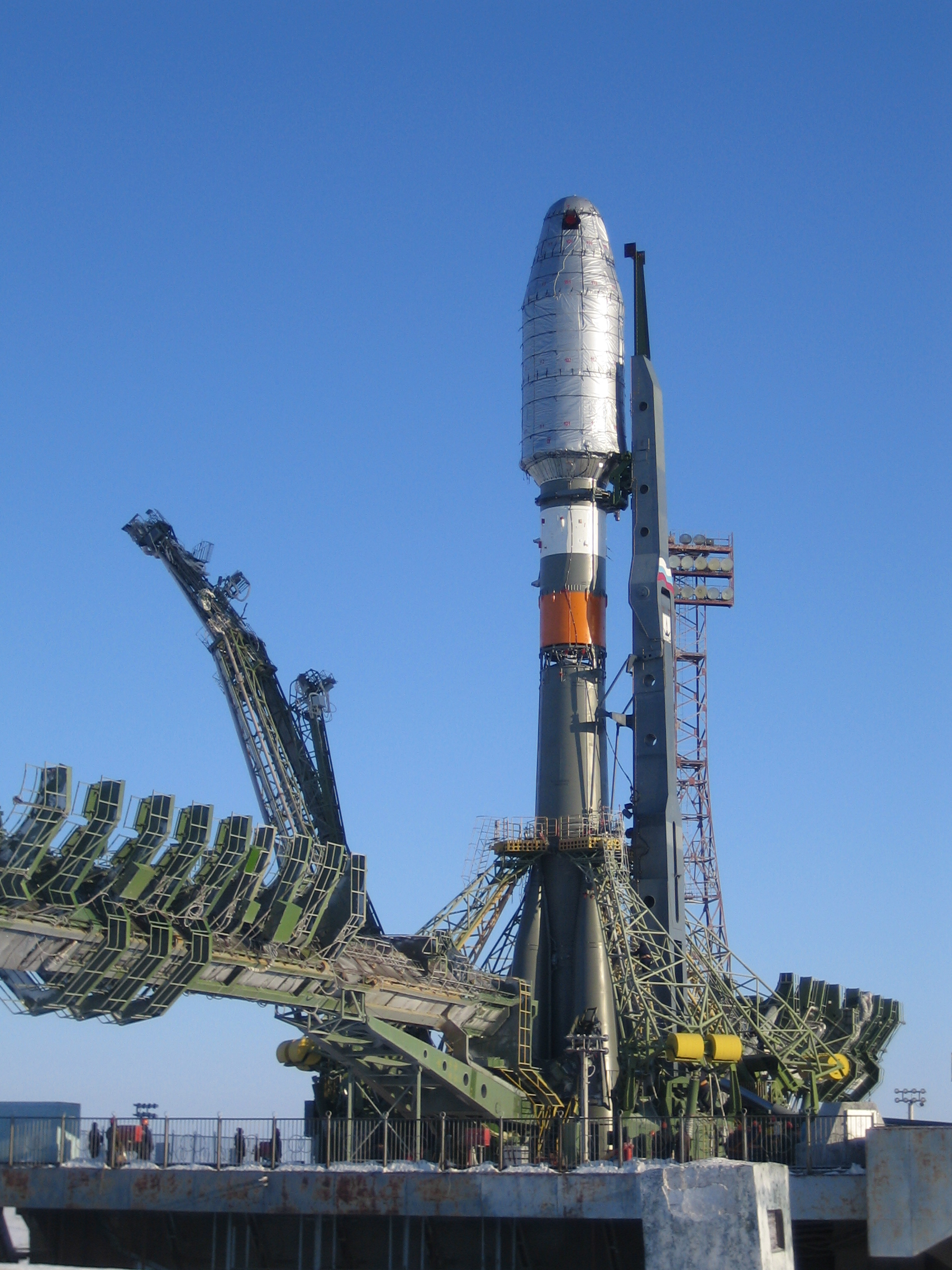
Sojuz-2

1. dubna – pátek 
 Evropská migrační krize: Amnesty International zveřejnila zprávu dokumentující masové deportace stovek syrských uprchlíků z turecké provincie Hatay do občanskou válkou rozvrácené Sýrie.
 Začala demolice Kláštera Milosrdných sester v Chebu. Na uvolněných pozemcích mají vyrůst nové domy nebo byty.
2. dubna – sobota 
 Ve věku 74 let zemřel Boris Hybner (na obrázku), český mim, herec a scenárista.
 Dálkový průzkum Země pomohl na ostrově Newfoundland odhalit archeologickou lokalitu považovanou za druhou známou vikinskou osadu v Severní Americe.
 Trần Đại Quang byl zvolen novým prezidentem Vietnamu.
 Intenzivní boje propukly na linii dotyku mezi arménskými a ázerbájdžánskými silami na hranicích mezinárodně neuznané Náhorně-karabašské republiky.
3. dubna – neděle 
 Ve věku 84 let zemřel bývalý italský fotbalista Cesare Maldini.
4. dubna – pondělí 
 Panama Papers: Světové deníky zveřejnily více než 11 milionů dokumentů právní společnosti Mossack Fonseca, které zmiňují přes 214 tisíc firem operujících v daňových rájích(na obrázku).
6. dubna – středa 
 Světová zdravotnická organizace oznámila, že počet případů onemocnění cukrovkou se od roku 1980 zčtyřnásobil na 422 milionů v roce 2014. Vysoká úroveň krevního cukru je ročně příčinou 3,7 milionu úmrtí.
 Mezinárodní trestní tribunál pro bývalou Jugoslávii zastavil stíháni Gorana Hadžiće, bývalého prezidenta Republiky Srbská Krajina, za jeho podíl na zločinech spáchaných během Chorvatské války za nezávislost. Hadžić se podle vyjádření lékařů nachází v terminální fázi rakoviny mozku.
7. dubna – čtvrtek 
 Česka vláda ukončila program Nadačního fondu Generace 21 na přesídlení uprchlíků z řad iráckých křesťanů, poté co 25 uprchlíků požádalo o azyl v sousedním Německu.
 Hashim Thaçi (na obrázku) byl inaugurován prezidentem Kosovské republiky.
 Evropská migrační krize: Skupina 70 Pákistánců v uprchlickém zařízení na řeckém ostrově Lesbos zahájila protestní hladovku proti případnému návratu do Turecka, který by se mohl uskutečnit na základě dohody EU s Ankarou.
 Ukrajinská krize: Nizozemci v referendu odmítli dohodu o přidružení mezi Evropskou unii a Ukrajinou.
 Nguyễn Xuân Phúc byl jmenován novým předsedou vlády Vietnamu.
 Francouzské Národní shromáždění kriminalizovalo klienty sexuálních služeb.
8. dubna – pátek 
 Společnost SpaceX doručila k Mezinárodní vesmírné stanici nafukovací vesmírný modul BEAM (na obrázku). Znovupoužitelný první stupeň rakety úspěšně přistál na bezpilotní lodi v Sargasovém moři.
 Belgická policie dopadla Mohameda Abriniho podezřelého z podílu na teroristických útocích v Paříži a Bruselu.
 Jihokorejské ministerstvo pro sjednocení oznámilo přijetí 13 Severokorejců, kteří zběhli ze severokorejské zámořské restaurace v nejmenované třetí zemi.
 Saúdský král Salmán oznámil na setkání s egyptským prezidentem Sísím záměr vybudovat most přes Tiranskou úžinu.
9. dubna – sobota 
 Cenu Anděl za rok 2015 získali skupina Kryštof, zpěvák David Koller a zpěvačka Klára Vytisková. Objevem roku byla vyhlášena Barbora Poláková.
 Belgická policie obvinila čtyři lidi z podílu na teroristických útocích v Bruselu. Mohamed Abrini, který se přiznal k přítomnosti na bruselském letišti během sebevražedných útoků, je podezřelý také z podílu na teroristických útocích v Paříži v listopadu 2015.
 Džibutský prezident Ismail Omar Guelleh získal mandát pro čtvrté prezidentské období ve volbách kritizovaných opozicí a lidskoprávními organizacemi.
 Nejméně 18 vojáku filipínské armády padlo v bojích na ostrově Basilan při střetech s povstalci ze skupiny Abú Sajjáf hlásící se k Islámského státu.
10. dubna – neděle 
 Ukrajinský premiér Arsenij Jaceňuk rezignoval na svou funkci. Svojí demisi předá v úterý ukrajinskému parlamentu. Jeho nástupcem má být Volodymyr Hrojsman.
 Zemětřesení o síle mezi 6,6 až 7,1 stupně zasáhlo odlehlou oblast v pohoří Hindúkuš. Pákistán potvrdil dvě oběti v oblasti Chajbar Paštúnchwá.
 Nejméně sto lidí zemřelo v důsledku požáru hinduistického chrámu ve městě Kollam v indickém státě Kérala.
11. dubna – pondělí 
 Evropská migrační krize: Rakousko zahájilo přípravu výstavby pohraničního plotu v Brennerském průsmyku.
 Vojenská intervence v Jemenu: Hútíové a Saúdy vedená koalice se dohodli na zastavení bojů od nedělní půlnoci.
 Keiko Fujimori (na obrázku), dcera vězněného bývalého prezidenta Alberta Fujimoriho, získala většinu hlasů v prvním kole peruánských prezidentských voleb.
 Ministr zahraničí John Kerry jako první vysoký americký představitel navštívil Památník míru v Hirošimě připomínající nukleární útok z roku 1945.
12. dubna – úterý 
 Aktivisté zahájili sběr podpisů pod petici proti záměru Povodí Vltavy postavit na Berounce v CHKO Křivoklátsko 40 metrů vysokou protipovodňovou hráz.
 Válka v Afghánistánu: Tálibán oznámil zahájení jarní ofenzívy. Ta letošní nese jméno zesnulého vůdce Muhammada Umara.
 Ruská vojenská intervence v Sýrii: Ruský bojový vrtulník Mi-28N havaroval v syrské provincii Homs.
13. dubna – středa 
 Zemětřesení o síle 6,9 stupně Richterovy stupnice zasáhlo oblast severozápadně od města Mandalaj ve státě Myanmar.
 Malawi vyhlásilo stav přírodní katastrofy kvůli suchu a následnému nedostatku potravin, který jen v této zemi postihl dle WFP 3 miliony lidí. Nedostatek srážek způsobený klimatickým jevem El Niño zasáhl celou jižní Afriku.
14. dubna – čtvrtek 
 Nejméně devět mrtvých si vyžádalo zemětřesení o síle 6,5 stupně, které zasáhlo prefekturu Kumamoto na japonském ostrově Kjúšú.
 Válka proti Islámskému státu: Irácká armáda vyhnala bojovníky organizace Islámský stát z města Hít v provincii Anbár.
 Ve věku 91 let zemřela česká herečka Věra Kubánková. 
 Teroristická organizace Boko Haram zveřejnila video údajně zachycující školačky unesené před dvěma lety z internátní školy v Chiboku.
 Ukrajinský parlament schválil demisi vlády Arsenije Jaceňuka a vytvoření vlády Volodymyra Hrojsmana (na obrázku).
15. dubna – pátek 
 Desítky obětí si vyžádalo druhé zemětřesení o síle 7,3 stupně, které zasáhlo prefekturu Kumamoto na ostrově Kjúšú. Vláda do oblasti vyslala 20 000 vojáků.
 Brexit: Ve Spojeném království začala kampaň před referendem o členství Spojeného království v Evropské unii.
 Německá kancléřka Angela Merkelová umožnila zahájení vyšetřování německého satirika Jana Böhmermanna kvůli jeho básni zesměšňující tureckého prezidenta Erdoğana.
 Teroristické útoky v Bruselu: Belgická ministryně dopravy Jacqueline Galantová rezignovala na svou funkci kvůli nedostatečným bezpečnostním opatřením na bruselském letišti.
 Válka proti Islámskému státu: Nejméně 30 000 civilistů uprchlo podle HRW za posledních 48 hodin před ofenzivou samozvaného Islámského státu proti pozicím Svobodné syrské armády poblíž města Dabiq u turecké hranice.
 Panamské dokumenty: Španělský ministr průmyslu, energetiky a turismu a poslanec José Manuel Soria rezignoval kvůli podílu ve firmách sídlících v daňových rájích na své funkce.
16. dubna – sobota 
 Papež František navštívil uprchlický tábor na řeckém ostrově Lesbos.
 Při zemětřesení v Ekvádoru o síle 7,8 stupňů Richterovy stupnice zahynulo nejméně 233 lidí.
 Ve věku 96 let zemřel zpěvák Stanislav Procházka. 
17. dubna – neděle 
 Po výhře 3:2 nad Švýcarskem postoupila Česká republika popáté za posledních šest let do finále Fed Cupu, v němž ji bude hostit Francie.
18. dubna – pondělí 
 Brazilský parlament zahájil proces odvolání prezidentky Dilmy Rousseffové (na obrázku).
 Nejméně sto lidí bylo zabito a desítky dětí uneseny při nájezdu jihosúdánských zlodějů dobytka v regionu Gambela na jihozápadě Etiopie.
 Nejméně 15 lidí bylo zraněno při výbuchu prázdného autobusu v Jeruzalémě.
19. dubna – úterý 
 Válka v Afghánistánu: Nejméně 28 lidí bylo zabito při sebevražedném bombovém útoku v afghánském hlavním městě Kábulu.
20. dubna – středa 
 Evropská migrační krize: UNHCR potvrdil, že nejméně 500 lidí zahynulo při převrácení lodi ve Středozemním moři. Somálská vláda již dříve potvrdila 200 obětí.
 Revolucionář Fidel Castro ve svém „posledním“ projevu kongresu Komunistické strany Kuby oznámil blížící se konec svého života, a podpořil politiku svého bratra Raúla Castra.
21. dubna – čtvrtek 
 Ve věku 57 let zemřel americký hudebník Prince (na obrázku).
 Letoun Solar Impulse odstartoval z Havaje k 62 hodinovému přeletu Tichého oceánu s cílem přistát v kalifornském městě Mountain View.
 V řecké Olympii byla při slavnostním ceremoniálu zapálena pochodeň pro srpnové olympijské hry v Riu de Janeiro.
 Etiopské národní obranné síly překročily hranice Jižního Súdánu s cílem lokalizovat a osvobodit více než sto nuerských dětí unesených během útoku zlodějů dobytka minulý týden.
22. dubna – pátek 
 V deltě řeky Amazonky (na obrázku) byl objeven rozsáhlý korálový útes o rozloze 9 300 km².
 Cenu Ropák roku získal ministr průmyslu Jan Mládek (ČSSD). Cenu Zelená perla za antiekologický výrok získal prezident Hospodářské komory Vladimír Dlouhý.
23. dubna – sobota 
 Bangladéšský profesor angličtiny Rezaul Karim Siddiquee byl ve věku 58 let zavražděn příslušníky místní pobočky Islámského státu.
 Jihokorejská armáda zaznamenala vypuštění balistické rakety z paluby severokorejské ponorky. Pokud by test byl úspěšný, dává tato technologie Severní Koreji hypotetickou možnost útoku na kontinentální území USA.
24. dubna – neděle
 Vítězem nejvyšší soutěže v ledním hokeji se poprvé stal celek Bílých Tygrů Liberec.
 V prvním kole rakouských prezidentských voleb získal největší množství hlasů Norbert Hofer, kandidát opoziční Svobodné strany Rakouska (36,4 %). Do druhého kola jej doprovodí kandidát Zelených Alexander Van der Bellen (20,4 %), kandidáti vládních lidovců a sociálních demokratů zcela propadli.
25. dubna – pondělí
 Ozbrojenci ze skupiny Abú Sajjáf zavraždili kanadského rukojmí Johna Ridsdela uneseného v roce 2015 poté, co Kanada nezaplatila požadované výkupné.
 Bangladéšský pro–LGBT aktivista Xulhaz Mannan, a zaměstnanec americké agentury USAID, byl spolu se svým přítelem rozsekán mačetami v bytě v bangladéšském hlavním městě Dháce. Jde o další ze série vražd představitelů bangladéšské liberální inteligence.
 Black Lives Matter: Město Cleveland zaplatí 144 milionové odškodné rodině Tamira Rice zastřeného omylem místní policií.
 Srbská pokroková strana premiéra Aleksandara Vučiće (na obrázku) získala většinu hlasů v parlamentních a místních volbách, a může tak sestavit jednobarevnou vládu.
 Jemenské vládní síly s podporou arabské koalice obsadily přístav Mukallá z něhož vypudily bojovníky organizace Al-Káida.
26. dubna – úterý
 Povstalecký velitel Riek Machar dorazil do jihosúdánského hlavního města Džuba, aby se ujal funkce premiéra a naplnil tak dohodu o ukončení občanské války.
 Soudní porota označila nedbalost policie a konstrukční nedostatky stadionu jako hlavní příčiny tlačenice na stadiónu Hillsborough, která si v roce 1989 vyžádala 96 obětí z řad fanoušků FC Liverpool.
 Nejvyšší soud Papuy Nové Guiney označil australský internační tábor pro žadatele o azyl na ostrově Manus na Admiralitních ostrovech za protiústavní.
27. dubna – středa
 Válka na východní Ukrajině: Nejméně pět civilistů bylo zabito při ostřelování povstaleckého kontrolního stanoviště v obci Olenivka jižně od Doněcku.
 Salah Abdeslam podezřelý z podílu na útocích v Paříži byl vydán do Francie.
28. dubna – čtvrtek
 Vyslanec OSN pro Sýrii Staffan de Mistura vyzval představitele Spojených států a Ruska k záchraně mírových rozhovorů. Syrské příměří je ohrožováno zejména boji v okolí Aleppa.
 Raketa Sojuz-2 (na obrázku) odstartovala z nového kosmodromu Vostočnyj v Amurské oblasti plný provoz kosmodromu by měl začít kolem roku 2018.
 Syrská občanská válka: Nejméně 20 lidí bylo zabito při náletu syrského letectva na nemocnici Aleppu.
29. dubna – pátek
 Íránský uprchlík se upálil na protest proti podmínkám v internačním táboře pro nelegální migranty na tichomořském ostrově Nauru.
 Americké ozbrojené síly potrestají 16 vojáků zodpovědných za nálet na nemocnici organizace Lékařů bez hranic v afghánském městě Kundúz.
 Policie České republiky obvinila Adama B. Bartoše, předsedu strany Národní demokracie, z hanobení národa, rasy, etnické nebo jiné skupiny osob, podněcování nenávisti a zpochybňování genocidy.
30. dubna – sobota
 Tým FC Viktoria Plzeň po výhře 2:0 nad FC Baník Ostrava poprvé obhájil titul v nejvyšší české soutěži a stal se se čtyřmi tituly druhým nejúspěšnějším klubem samostatné české prvoligové historie. Rekordní 16. výhra v řadě zároveň určila, že ostravský klub po padesáti letech sestupuje.
 Demonstranti podporující ší'itského klerika Muktadu as-Sadra obsadili na protest proti korupci vládní čtvrť v iráckém hlavním městě Bagdádu.
 Keňa spálila 105 tun slonoviny a tunu nosorožčích rohů s cílem upozornit na narůstající pytláctví decimující populace nosorožců a slonů afrických.